# 卡内基教育亭
卡内基教育亭（Carnegie Education Pavilion）是美国乔治亚州亚特兰大的一个的一座大理石纪念亭，由奥林匹克发展公司建于1996年，以安德鲁·卡内基命名，是向他为亚特兰大的高等教育的遗产致敬。
卡内基教育亭位于市中心的哈迪常春藤公园，在桃树街的弯曲处、贝克街路口。卡内基教育亭使用1902年开放，1977年拆除的卡内基图书馆立面上的立柱，在拆除后20年建造。地板上嵌入九所大学的校徽。教育亭上的题字是：“学术的进展“（The Advancement of Learning）" ，以及三位著名的西方诗人但丁、弥尔顿和“阿索普”的名字。